# لتونی در المپیک تابستانی ۲۰۲۴
کاروان المپیکی لتونی، یکی از کاروان‌های شرکت‌کننده در بازی‌های المپیک تابستانی ۲۰۲۴ بود. این دوره از بازی‌ها از ۲۶ ژوئیه تا ۱۱ اوت ۲۰۲۴ (۵ تا ۲۱ امرداد ۱۴۰۳ خورشیدی) به میزبانی پاریس، پایتخت فرانسه برگزار شد. این حضور، نهمین حضور پیاپی این کاروان در المپیک بود.
برای دومین بار از ۲۰۱۶، لتونیایی‌ها موفق به کسب هیچ مدالی نشدند. بهترین نتیجه این کاروان، مقام چهارم در بسکتبال سه‌نفره آقایان بود.

## شرکت‌کنندگان
این کاروان متشکل از ورزشکارانی در ورزش‌های زیر بود.
| ورزش         | مردان | زنان | مجموع |
| ------------ | ----- | ---- | ----- |
| دو و میدانی  | ۳     | ۵    | ۸     |
| بسکتبال      | ۴     | ۰    | ۴     |
| دوچرخه‌سواری  | ۴     | ۲    | ۶     |
| شیرجه        | ۰     | ۱    | ۱     |
| سوارکاری     | ۱     | ۰    | ۱     |
| پنج‌گانه مدرن | ۱     | ۰    | ۱     |
| تیراندازی    | ۱     | ۱    | ۲     |
| شنا          | ۱     | ۱    | ۲     |
| تنیس         | ۰     | ۱    | ۱     |
| والیبال      | ۰     | ۲    | ۲     |
| وزنه‌برداری   | ۱     | ۰    | ۱     |
| مجموع        | ۱۶    | ۱۳   | ۲۹    |